# Saab 9-2X
Der Saab 9-2X ist ein Pkw-Modell der schwedischen Automobilmarke Saab. Produziert wurde der 9-2X in Japan in der Ota-Gunma-Fabrik von Fuji Heavy Industries zusammen mit dem baugleichen Subaru Impreza der 2. Generation.
Die beiden Modelle unterscheiden sich äußerlich auf den ersten Blick nur wenig, obwohl nur die Fahrgastzelle und die Türen gleich sind. Kotflügel, Motorhaube, Heckklappe, Leuchten und Stoßfänger sind für Saab geändert worden. Der Innenraum des Saab wurde größtenteils vom Impreza übernommen, was ihm zu dem Spitznamen Saabaru verhalf.
Als erster Saab verfügte der 9-2X über permanenten Allradantrieb und Boxermotoren. Zur Auswahl standen als Basismotor ein 2,5-Liter-Vierzylinder-Boxer mit 123 kW (165 PS) sowie ein Boxer-Turbotriebwerk mit 2,0 Litern Hubraum und 169 kW (227 PS) für die Topversion Aero. Letzterer verfügte an der Hinterachse zusätzlich über ein Sperrdifferenzial für bessere Traktion und ein leichteres Handling.
Die Produktion des Modells wurde mit Ende des Modelljahres 2006 wegen mangelnder Nachfrage eingestellt. Das Fahrzeug wurde ausschließlich in Nordamerika angeboten, wo das Modellangebot von Saab um ein etwas kleineres und preisgünstigeres Fahrzeug erweitert werden sollte.
In Europa, somit auch in Deutschland und im Saab-Heimatland Schweden, wurde der 9-2X offiziell nicht vertrieben.

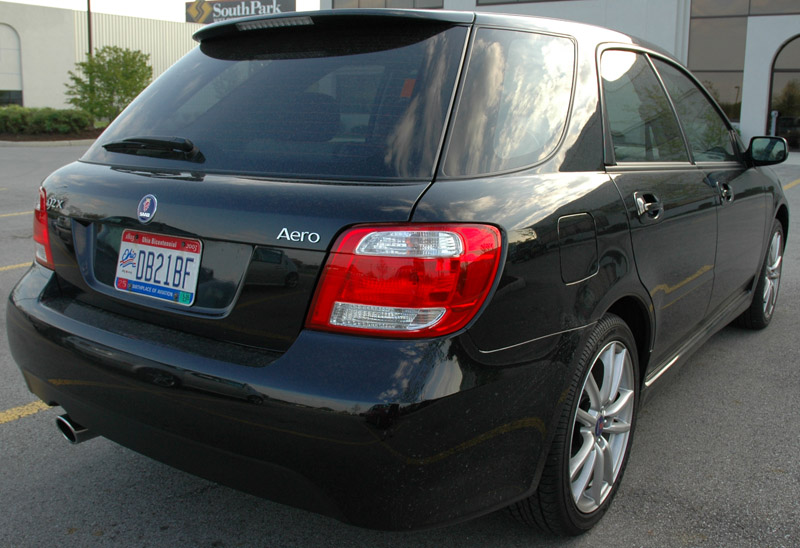
Heckansicht Saab 9-2X
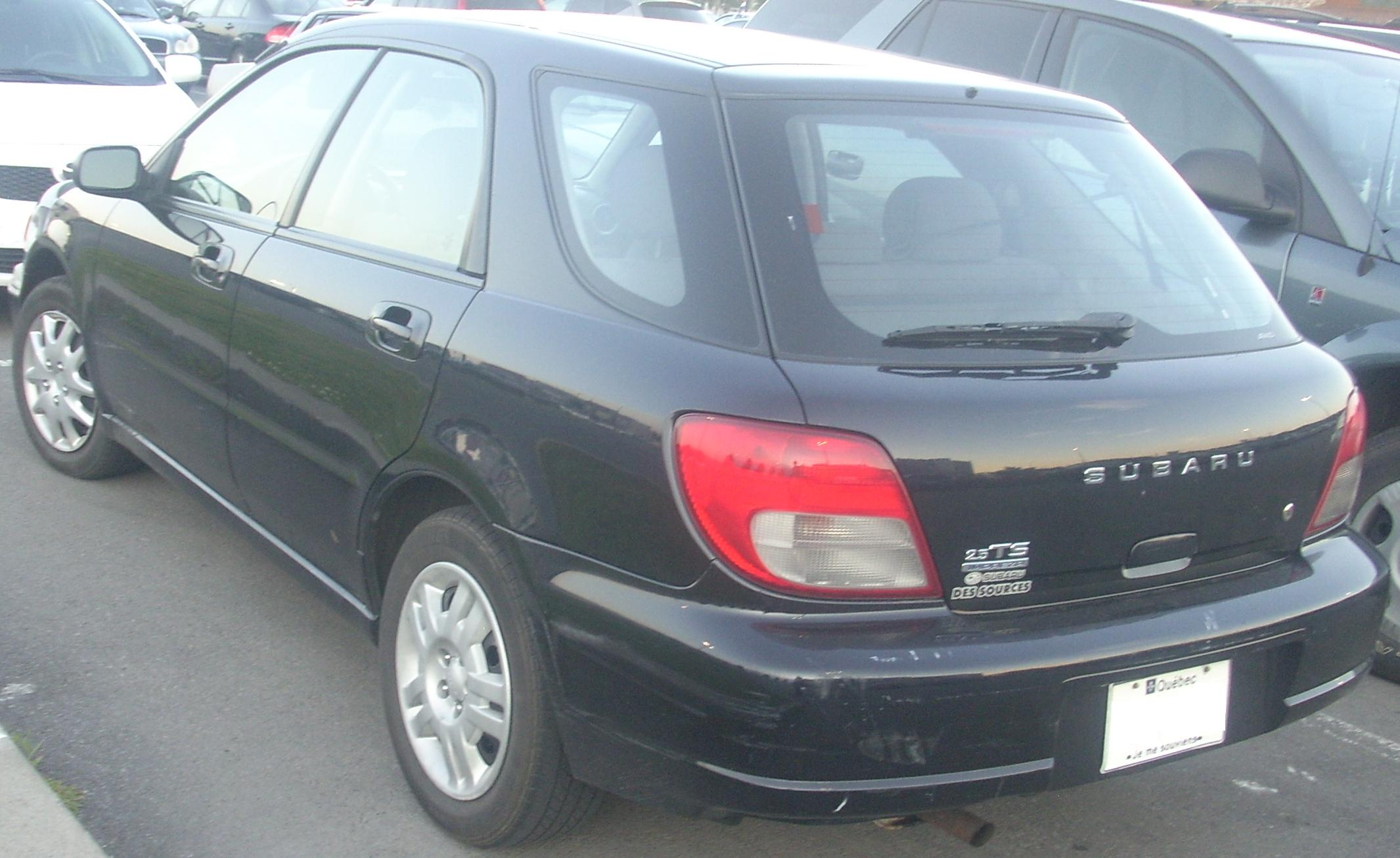
Heckansicht Subaru
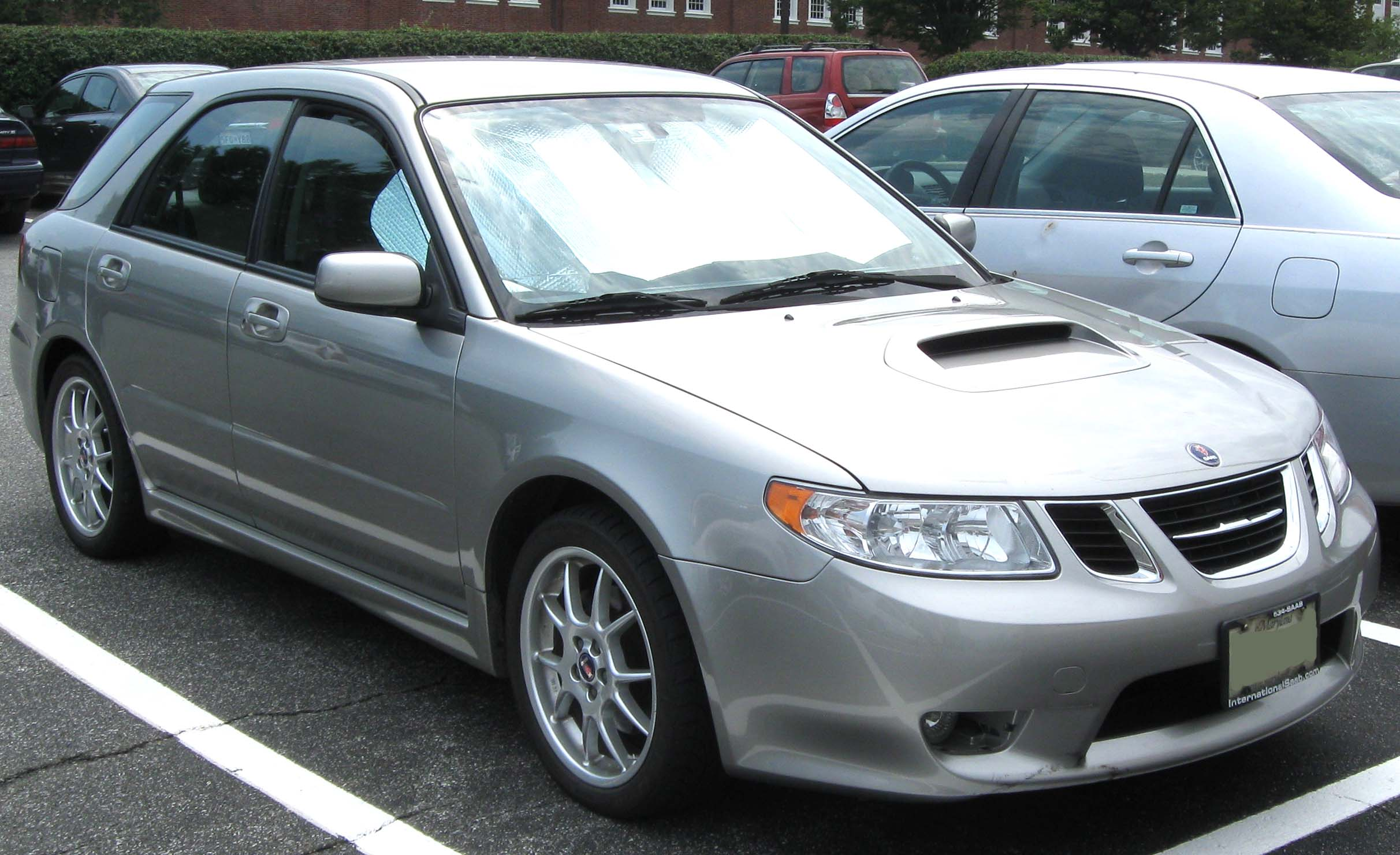
Ansicht Saab 9-2x Aero
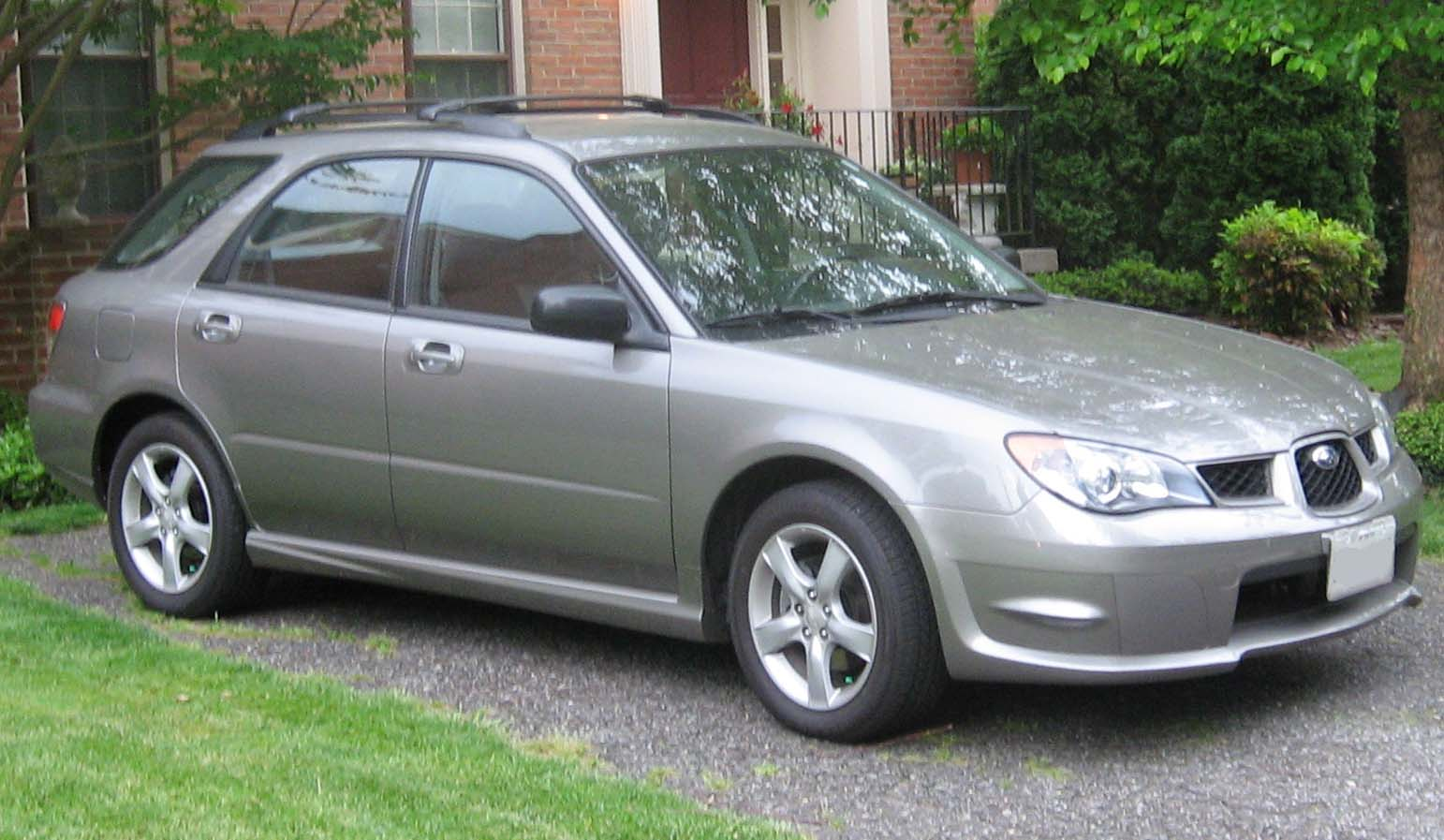
Ansicht Subaru
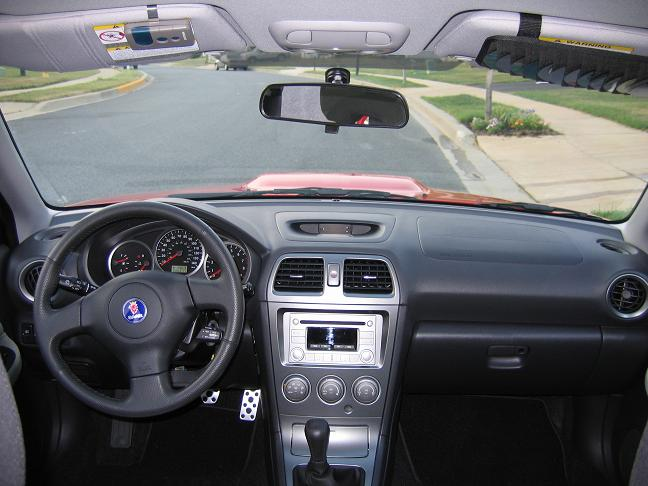
Cockpit Saab 9-2x